# Dobje pri Lesičnem
Dobje pri Lesičnem (phát âm [ˈdoːbjɛ pɾi lɛˈsiːtʃnɛm]) là một khu định cư thuộc đô thị Šentjur, miền đông Slovenia. Khu định cư, cũng như toàn bộ đô thị này, được bao gồm trong vùng thống kê Savinja, mà nó nằm trong phân vùng Slovenia của Công quốc lịch sử Styria.

## Tên gọi
Tên gọi của khu định cư từng được thay đổi từ Dobje thành Dobje pri Lesičnem vào năm 1953.

## Nhà thờ
Nhà thờ địa phương được xây dựng để dâng hiến cho Saint Oswald (tiếng Slovene: sveti Ožbolt) và thuộc về giáo xứ xứ Prevorje. Nó có niên đại từ thế kỷ 15 với cuộc xây dựng đại bổ túc lại vào thế kỷ 19.